# Tectocoris
Tectocoris is een geslacht van wantsen uit de familie van de Scutelleridae (Pantserwantsen). Het geslacht werd voor het eerst wetenschappelijk beschreven door Carl Wilhelm Hahn in 1834.

## Soorten
Het genus bevat de volgende soorten:

- Tectocoris angustilobatus Henriksen, 1922
- Tectocoris diophthalmus (Thunberg, 1783)
- Tectocoris lineola (Fabricius, 1781)